# Saint-Nolff
Saint-Nolff (en bretó Sant-Nolf) és un municipi francès, situat a la regió de Bretanya, al departament d'Ar Mor-Bihan. L'any 2006 tenia 3.564 habitants.

## Demografia
| 1962                                       | 1968  | 1975  | 1982  | 1990  | 1999  |
| ------------------------------------------ | ----- | ----- | ----- | ----- | ----- |
| 1.017                                      | 1.082 | 1.830 | 2.537 | 3.270 | 3.300 |
| Des de 1962: població sense dobles comptes |       |       |       |       |       |

## Administració
| Període | Identitat  | Partit |
| ------- | ---------- | ------ |
| 2001-   | Joël Labbé |        |